# Pole Mokotowskie
 (octobre 2018).
Si vous disposez d'ouvrages ou d'articles de référence ou si vous connaissez des sites web de qualité traitant du thème abordé ici, merci de compléter l'article en donnant les références utiles à sa vérifiabilité et en les liant à la section « Notes et références ».
Le Pole Mokotowskie, est un espace vert de 65 hectares situé dans le quartier de Mokotów non loin du centre de la ville de Varsovie en Pologne. La station de métro la plus proche, porte le nom de Pole Mokotowskie. Le premier aéroport de Varsovie y était installé jusqu'en 1934. Il fut fermé à la construction de l'aéroport d'Okecie, ouvert la même année. Une partie de ce site est dénommée « parc Józef Piłsudski ».
Les premiers fondations de la nouvelle bibliothèque nationale de Pologne sont creusés en avril 1977, sur le Pole Mokotowskie. La construction est achevée en 1991.